# Odontocolon strangaliae
Odontocolon strangaliae är en stekelart som först beskrevs av Sievert Allen Rohwer 1917.  Odontocolon strangaliae ingår i släktet Odontocolon och familjen brokparasitsteklar. Inga underarter finns listade i Catalogue of Life.